# Damian Izdebski
Damian Izdebski (* 15. Juni 1976 in Siedlce, Polen) ist ein österreichischer Unternehmer, Autor und Ex-Rallyefahrer polnischer Herkunft. Er wurde einer breiten Öffentlichkeit bekannt als Gründer des IT-Handelsunternehmens DiTech und des auf Cyber Security spezialisierten IT-Dienstleisters techbold.

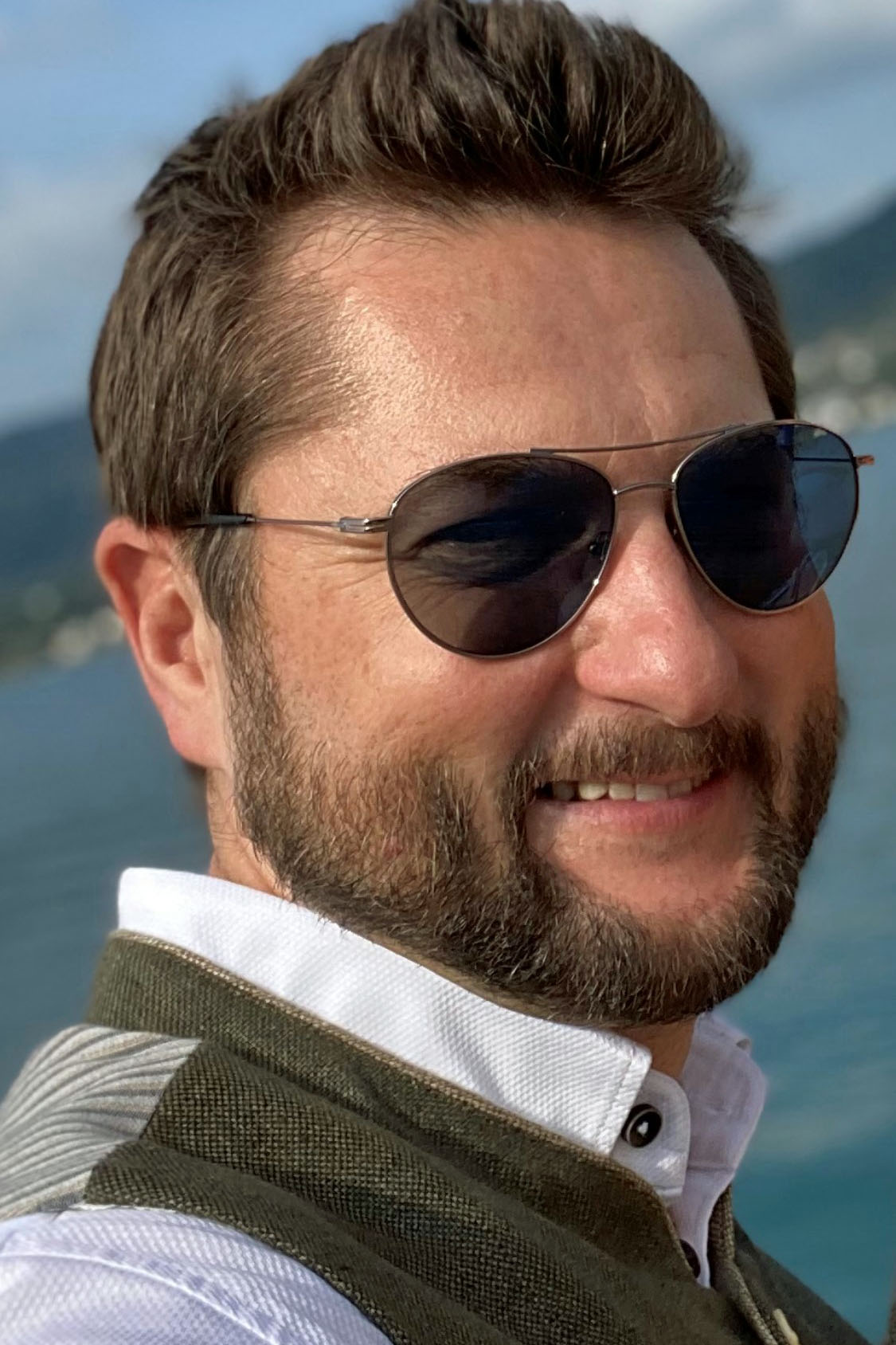
Der Unternehmer Damian Izdebski im Jahr 2022

## Leben
Die Familie von Damian Izdebski übersiedelte 1992 von Warschau in Polen nach Wien, wo er eine Handelsakademie besuchte und nach der Matura das Studium der Wirtschaftsinformatik an der Technischen Universität Wien aufnahm. Zwischen 1995 und 1997 arbeitete er bei einem Wiener IT-Unternehmen als Softwareentwickler. 1997 begann er als selbstständiger Unternehmer, IT-Dienstleistungen zu erbringen. 1999 gründete er gemeinsam mit seiner ersten Frau, Aleksandra Izdebska, die DiTech GmbH, die 2012 mit einem Nettoumsatz von 120 Mio. Euro zum umsatzstärksten Elektronik-Onlinehändler in Österreich wurde.
2014 wurde ein Insolvenzverfahren über DiTech eröffnet. Die Domains und Markenrechte für den Onlineshop wurden vom Mitbewerber e-tec aufgekauft. Im Zuge der Insolvenz durchlebte Izdebski eine private Krise. Ein Freund ermöglichte ihm einen mehrwöchigen Aufenthalt in Kalifornien, bei dem er die amerikanische Fehlerkultur, die Scheitern als Chance für einen Neubeginn beurteilt, aus erster Hand kennenlernte. Er wurde während seines Aufenthalts zu zahlreichen Gesprächen und Vorträgen u. a. an die Stanford University eingeladen, um über seine Erfahrungen zu sprechen. Izdebski erkannte, dass er aus der Insolvenz sehr viel über das Unternehmertum gelernt hatte, und entschloss sich, die Erkenntnisse in Buchform zu publizieren. Sein Ratgeberbuch Meine besten Fehler. #startupagain erschien 2015 und rief große mediale Resonanz hervor. Izdebski gibt seine Erfahrungen auch als Unternehmensberater („Business Sparring“) und Speaker weiter, z. B. in der „FuckUp-Show“ von Puls4.

## Neustart als Unternehmer
2015 gründete Izdebski gemeinsam mit Fabian Zeeb in Wien das IT-Unternehmen „techbold“, das sich auf Cyber Security und IT-Lösungen für KMUs spezialisiert hat. Noch im selben Jahr wird mithilfe der Investoren Stefan Kalteis, Michael Altrichter und Johann „Hansi“ Hansmann die „techbold technology Group AG“ ins Leben gerufen. Techbold setzt auf anorganisches Wachstum durch die Übernahme von anderen IT-Dienstleistern. Zwischen 2019 und 2024 wurden insgesamt 18 Unternehmen übernommen und integriert.

## Privates
Damian Izdebski war von 1998 bis 2017 mit Aleksandra Izdebska verheiratet. Aus dieser Ehe stammen zwei Kinder. Seit 2019 ist er mit Nadine Izdebski verheiratet. Das Paar hat eine Tochter und einen Sohn.

## Buch
Damian Izdebski: Meine besten Fehler. #startupagain. Stein Verlag 2015 – ISBN 978-3-901392-55-9.

## Rallye-Erfolge
2010 gründete Damian Izdebski gemeinsam mit Rallyefahrer Beppo Harrach das DiTech Racing Team. Harrach wurde 2011 österreichischer Rallye-Staatsmeister, Izdebski gewann den Staatsmeistertitel in der Division III. Das DiTech Racing Team gewann 2011 zudem die Teamwertung und erhielt einen Preis in der Innovationsklasse für alternative Kraftstoffe.

## Ehrungen und Auszeichnungen
- 2006 Aufnahme in die Hall of Fame des Elektronik-Magazins e-media[9]
- 2009 Finalist bei der Wahl zum Österreicher des Jahres in der Sparte Wirtschaftsmanagement (gemeinsam mit Aleksandra Izdebska)
- 2009 Finalist beim Entrepreneur of the Year-Award von Ernst & Young Österreich
- 2012 Staatliche Auszeichnung der Republik Österreich für besondere wirtschaftliche Leistungen an das Unternehmen DiTech[10]